# Acadêmicos do Jardim Esperança
Acadêmicos do Jardim Esperança é uma escola de samba de Cabo Frio.

## História
A escola desfilou pelo grupo B nos anos de 2008 e 2009, ficando de fora do carnaval 2010, e retornando em 2011, quando abriu os desfiles do grupo de acesso, no sábado, dia 5 de março (primeira entre cinco escolas). Foi promovida ao grupo principal após ser campeã em 2014.

## Segmentos

### Presidentes
| Nome                     | Mandato        | Ref.  |
| ------------------------ | -------------- | ----- |
| Maria Aparecida Da Silva | ? - atualidade | [ 3 ] |

### Diretores
| Ano  | Diretor de Carnaval | Diretor geral de harmonia | Mestre de bateria | Ref.  |
| ---- | ------------------- | ------------------------- | ----------------- | ----- |
| 2014 | Rodrigo Patinho     |                           |                   | [ 4 ] |
| 2017 |                     |                           |                   |       |

### Coreógrafo
| Ano  | Nome | Ref. |
| ---- | ---- | ---- |
| 2017 |      |      |

### Casal de Mestre-sala e Porta-bandeira
| Ano  | Nome | Ref. |
| ---- | ---- | ---- |
| 2017 |      |      |

### Rainhas de bateria
| Período | Rainha          | Madrinha | Ref.  |
| ------- | --------------- | -------- | ----- |
| 2012    | Gabrielly Rodin |          | [ 5 ] |
| 2017    |                 |          |       |

## Carnavais
| Ano  | Colocação         | Grupo             | Enredo                                                    | Carnavalesco      | Intérprete        | Ref          |
| ---- | ----------------- | ----------------- | --------------------------------------------------------- | ----------------- | ----------------- | ------------ |
| 2008 | 5º lugar          | B                 |                                                           |                   |                   | [ 6 ]        |
| 2009 | 4º lugar          | B                 |                                                           |                   |                   | [ 7 ]        |
| 2010 | Não desfilou      | Não desfilou      | Não desfilou                                              | Não desfilou      | Não desfilou      | Não desfilou |
| 2011 | 4º lugar          | Acesso            | Baila comigo                                              |                   |                   | [ 2 ]        |
| 2012 | 3º lugar          | Acesso            | aliviar, tratar, prevenir ou curar, é sempre bom remediar |                   |                   |              |
| 2013 | Não houve desfile | Não houve desfile | Não houve desfile                                         | Não houve desfile | Não houve desfile |              |
| 2014 | Campeã            | Acesso            | Os grandes impérios                                       |                   |                   |              |
| 2015 | 3º lugar          | Especial          |                                                           |                   |                   | [ 8 ]        |
| 2016 | Não houve desfile | Não houve desfile | Não houve desfile                                         | Não houve desfile | Não houve desfile |              |
| 2017 |                   |                   |                                                           |                   |                   |              |

## Premiações
- Tamborim de Ouro - 2012 - Rainha de bateria do Acesso e Revelação (Felype Duarte)[5]